# 학효덕
학효덕(중국어 정체자: 郝孝德, 병음: Hǎo Xiàodé 하오샤더[*], ? ~ ?)은 중국 수나라 말기의 군웅이다.

## 생애
평원(平原, 현재의 산둥성 더저우시) 출신으로 613년에 유흑달(劉黑闥) 등 사람을 모아 봉기하여 약탈 행위를 일삼았다. 같은 해에 군벌인 왕박(王薄)이 수나라의 장수 장수타(張須陀)의 공격을 받자 손선아(孫宣雅)와 연합하여 왕박을 도왔다. 이 때 왕박, 손선아와 함께 10만 명의 병사로 장구(章丘)를 공격했으나 2만 명을 지휘한 장수타에게 패배했다.
이후에도 세력을 유지하다가 617년에 자신에게 잠시 의탁했던 이밀(李密)이 위공(魏公)에 오르자 그에게 투항했다. 같은 해에 이밀의 부하인 원보장(元寶藏), 이문상(李文相), 장승(張昇), 조군덕(趙君德)과 함께 여양창(黎陽倉)을 습격하여 창고를 열어 백성에게 쌀을 분배했다. 이에 호응한 백성들이 이밀에게 귀순하여 10여일 만에 정예병 20만명을 얻었다. 이후 이밀에 의해 평원공(平原公)에 봉해졌고 왕백당(王伯当)과 맹양(孟讓)과 함께 왕세충(王世充)과 전투를 벌였다.
이밀의 몰락 후의 행적은 전하지 않는다.

## 참고 문헌
- 《수서》
- 《자치통감》